# Rino Cammilleri
Rino Cammilleri (Cianciana, 2 novembre 1950) è uno scrittore e giornalista italiano.

## Biografia
Laureato in Scienze Politiche a Pisa con una tesi su Juan Donoso Cortés, vi è stato assistente di Diritto Diplomatico e Consolare. Ha insegnato sociologia e materie giuridiche ed economiche, per poi dedicarsi esclusivamente all'attività di giornalista, scrittore e, occasionalmente, di soggettista per fumetti e cantautore.
Durante gli anni universitari partecipò al Movimento Studentesco, poi abbracciò la fede cattolica filopapista e non tradizionalista, che dice ispiratrice della sua successiva attività letteraria.
Saggista e romanziere, è anche apologeta. Ha collaborato con Il Giornale, sul quale teneva la rubrica "Il Santo del Giorno", con Il Timone, con il quotidiano on-line La Nuova Bussola Quotidiana e con la rivista Pepe.
Ha pubblicato due album di musica alternativa: Città di luce (1986) ed I cavalieri (1989) entrambi prodotti da Edizioni Krinon; nel 1995 è uscita la raccolta Rino Cammilleri prodotta dalla Cosmorecord di Fabio Marchignoli.
È autore di un sito web dal titolo Antidoti.

## Opere

### Apologetica
- Consigli del diavolo custode per andare all'inferno senza strafare, Casale Monferrato, Piemme, 2000, ISBN 88-384-4869-8.
- Il Kattolico, Casale Monferrato, Piemme, 2001, ISBN 88-384-6918-0.
- Il Vangelo secondo me, Casale Monferrato, Piemme, 2003, ISBN 88-384-6596-7.
- Piccolo manuale di apologetica 1 (a cura di), Casale Monferrato, Piemme, 2004, ISBN 978-88-384-8448-3.
- Il Kattolico 2, Milano, Sugarco, 2005, ISBN 88-7198-503-6.
- Piccolo manuale di apologetica 2 (a cura di), Casale Monferrato, Piemme, 2006, ISBN 88-384-7731-0.
- Dio è cattolico?, Torino, Lindau, 2009, ISBN 978-88-7180-841-3.
- Consigli del diavolo custode per andare all'inferno senza strafare, Udine, Edizioni Segno, 2009, ISBN 978-88-6138-566-5.
- Come fu che divenni c.c.p. (cattolico, credente e praticante), Torino, Lindau, 2011, ISBN 978-88-7180-905-2.
- Il Kattolico 3, Asola, Gilgamesh, 2011, ISBN 978-88-97469-08-7.
- Il Vangelo fa parte del paesaggio? Il Kattolico 4. Spunti per riscoprire la meraviglia, Fede & Cultura, 2017, ISBN 978-88-640-9554-7.
- Ma l'Inquisizione ha fatto anche cose buone? Il Kattolico 5. Spunti per stimolare l'approfondimento, Fede & Cultura, 2020, ISBN 978-88-640-9778-7.
- Il cavaliere rammollito. Il Kattolico 6. Come recuperare l'eroismo virile nell'epoca dei social, Collana Saggistica, Fede & Cultura, 2023, ISBN 979-12-547-8053-4.
- Il manuale del Diavolo, Cantagalli, 2023, ISBN 9791259623287.

### Saggistica
- Fregati dalla scuola. Breve guida di liberazione ad uso degli studenti da affiancare al normale manuale, Effedieffe, 1997.
- I mostri della ragione. Dai Greci al Sessantotto. Viaggio tra i deliri di utopisti e rivoluzionari, Milano, Ares, 1997, ISBN 88-8155-143-8.
- Storia dell'Inquisizione, Collana Tascabili economici, Roma, Newton, 1997, ISBN 88-8183-885-0.
- Il quadrato magico. Un mistero che dura da duemila anni, Prefazione di Vittorio Messori, Collana Saggi italiani, Milano, Rizzoli, 1999, ISBN 978-88-178-6066-6.
- Juan Donoso Cortes. Il Padre del Sillabo, Genova, Marietti, 1998, ISBN 88-211-6686-4.
- Gli occhi di Maria. Roma 1796: un'impressionante ondata di prodigi nell'Italia invasa da Napoleone, con Vittorio Messori, Milano, Rizzoli, 2001; nuova ed. aggiornata, Milano, Ares, 2023.
- La vera storia dell'Inquisizione, Casale Monferrato, Piemme, 2001, ISBN 978-88-384-4914-7.
- Doveroso elogio degli italiani. Contro il vizio dell'autodenigrazione, Milano, BUR, 2001, ISBN 978-88-178-6504-3.
- Cianciana, Barzanò (Como), Marna, 2002.
- L'ombra sinistra della scuola. Memorie frustrate di un insegnante secondario, Casale Monferrato, Piemme, 2002, ISBN 88-384-6505-3
- I mostri della ragione 2. Viaggio tra i deliri di utopisti e rivoluzionari, Prefazione di Vittorio Messori, Milano, Ares, 2005, ISBN 88-8155-312-0.
- Il caso Galileo, I quaderni del Timone, Roma, Art, 2006, ISBN 88-7879-005-2.
- Antidoti. Contro i veleni della cultura contemporanea, Torino, Lindau, 2009, ISBN 978-88-7180-853-6.
- Denaro e paradiso. L'economia globale e il mondo cattolico, con Ettore Gotti Tedeschi, Casale Monferrato, Piemme, 2004, ISBN 978-88-384-8447-6; Torino, Lindau, 2010, ISBN 978-88-7180-880-2.
- I Conquistadores, I quaderni del Timone, Roma, Art, 2010. ISBN 88-7879-133-4.
- Medjugorje, il cammino del cuore, Milano, Mondadori, 2012, ISBN 978-88-04-62104-1.
- Le lacrime di Maria. Da Medjugorje a Civitavecchia, un itinerario mariano, Milano, Mondadori, 2013, ISBN 978-88-04-63074-6.
- Tutti i giorni con Maria. Calendario delle apparizioni, Milano, Ares, 2020, ISBN 978-88-815-59-367.

### Narrativa
- L'Inquisitore, Barzanò (Como), Marna, 1991-1994, ISBN 978-88-720-3008-0; Collana Le vele, Milano, San Paolo, 1998, ISBN 978-88-215-3672-4; I Classici del Giallo Mondadori n.1469, giugno 2023 [romanzo].
- Sherlock Holmes e il misterioso caso di Ippolito Nievo, Cinisello Balsamo, San Paolo, 2000, ISBN 978-88-215-4280-0; Il Giallo Mondadori, n. 3102, 2014 [romanzo].
- I delitti della stanza chiusa, Casale Monferrato, Piemme, 2004, ISBN 88-384-8378-7 [racconti].
- Immortale odium, Milano, Rizzoli, 2007, ISBN 978-88-17-01511-0 [romanzo].
- Il crocifisso del samurai, Milano, Rizzoli, 2009, ISBN 978-88-17-03037-3 [romanzo].

#### Fumetti
- Pippo di Walt Disney, Milano, BUR, 2001, ISBN 88-17-86635-0.
- Gli sconfitti, Milano, ReNoir COMICS, 2007 [serie western a fumetti].

### Agiografia
- I santi militari, Casale Monferrato, Piemme, 1992, ISBN 88-384-1810-1; ed. riveduta e ampliata, Villazzano, Estrella de Oriente, 2003.
- Guglielmo Giuseppe Chaminade. Un prete tra due rivoluzioni, Casale Monferrato, Piemme, 1993, ISBN 978-88-384-2062-7.
- La vita di padre Pio, Casale Monferrato, Piemme, 1993, ISBN 978-88-384-1931-7.
- Ufficiale e sacerdote. Il servo di Dio Felice Prinetti O.M.V., San Paolo, Cinisello Balsamo, 1994, ISBN 88-215-2813-8.
- San Gennaro. Come ha fatto un martire semisconosciuto del III-IV secolo a diventare famoso in tutto il mondo, Casale Monferrato, Piemme, 1996, ISBN 88-384-2623-6.
- Santi dimenticati, Casale Monferrato, Piemme, 1996, ISBN 88-384-2564-7.
- Il grande libro dei Santi Protettori, Casale Monferrato, Piemme, 1998.
- Fra Riccardo Pampuri, santo e medico condotto, Milano, Mondadori, 1998, ISBN 88-04-42510-5.
- I santi di Milano, Milano, Rizzoli, 2000, ISBN 88-17-86330-0.
- Un santo al giorno. Aneddoti, curiosità, notizie, Casale Monferrato, Piemme, 2001, ISBN 88-384-6928-8.
- Io e il diavolo. Sant'Antonio di Padova racconta la sua vita, Collana Uomini e religioni, Milano, Mondadori, 2002, ISBN 978-88-045-0746-8; Torino, Lindau, 2013, ISBN 978-88-670-8113-4.
- Il dottor Carità. Vita di San Riccardo Pampuri, Casale Monferrato, Piemme, 2007, ISBN 88-87037-07-8.

## Discografia
- 1986 – Città di luce (Edizioni Krinon).
- 1989 – I cavalieri (Edizioni Krinon).

### Raccolte
- 1995 – Rino Cammilleri (Cosmorecord).